# Rionegro & Solimões (álbum de 1997)
Rionegro & Solimões (também conhecido como Peão Apaixonado) é o quinto álbum de estúdio da dupla sertaneja brasileira Rionegro & Solimões. Foi lançado em 1997 pela Velas. Teve como sucessos as canções "Laço da Paixão" (regravada do primeiro disco da dupla), "Boiadeiro e Violeiro" e "Peão Apaixonado", carro-chefe do disco que revelou a dupla ao estrelato nacional, e entraria depois na trilha sonora da novela Laços de Família, da emissora Rede Globo em 2000. O álbum chegou a marca de 100 mil cópias vendidas e conquistou o disco de ouro.

## Faixas
| N.º            | Título                      | Compositor(es)                     | Duração |  |
| 1.             | "Tarde de Chuva"            | Domiciano / Rionegro               | 4:24    |  |
| 2.             | "Enlouquecer de Paixão"     | Domiciano / Rionegro               | 3:08    |  |
| 3.             | "Paixão Antiga"             | Domiciano / Rionegro               | 4:19    |  |
| 4.             | "Peão Apaixonado"           | Pinocchio                          | 3:07    |  |
| 5.             | "Sem Fronteiras Pra Sonhar" | Rionegro / Solimões                | 3:57    |  |
| 6.             | "Menina Dos Meus Sonhos"    | Joselito / José Vítor / Paulo Volk | 3:47    |  |
| 7.             | "Laço da Paixão"            | Domiciano / Rionegro               | 4:16    |  |
| 8.             | "Uma Noite No Forró"        | Domiciano / Rionegro               | 3:10    |  |
| 9.             | "Antes de Sair"             | Rionegro                           | 3:45    |  |
| 10.            | "Boiadeiro e Violeiro"      | Rionegro                           | 4:06    |  |
| 11.            | "É Por Você"                | Pinocchio / Solimões               | 4:13    |  |
| 12.            | "A Saudade É Quem Manda"    | Domiciano / Solimões               | 3:29    |  |
| 13.            | "Preciso Te Ver"            | Rionegro / Carlos Silva            | 3:35    |  |
| Duração total: | Duração total:              | Duração total:                     | 49:13   |  |

## Certificações
| Brasil - ABPD                             | Ouro | 1998 | 100.000* |
| *número de vendas baseado na certificação |      |      |          |

## Músicos
- Paulinho Coelho: guitarras, violões e viola
- Abreu: bateria
- Raul Carezzato: percussão
- Daniel Salinas: teclados
- Pinocchio: teclados e acordeom
- Mário Carezzato: teclados
- Adair Torres: steel guitar
- Silvio Luiz: rabeca
- Ricardo: violões
- Valter Barreto: violões
- Umberto Carezzato: baixo
- Ayrton T. Pinto: cordas
- Altamir Salinas: cordas
- Mário L. Peotta: cordas
- Andréia B. Salinas: cordas
- Adriana Schincariol: cordas

## Ficha Técnica
- Produção: Raul Carezzato
- Produção executiva: Alexandre Gibson
- Arranjos e regência: Pinocchio, Daniel Salinas e Mário Carezzato
- Técnicos de gravação: Sidney
- Técnicos de mixagem: Dalton
- Gravado e mixado nos estúdios MOSH, São Paulo
- Masterização: Egídio Conde
- Fotos e fusão: Wagner Malagrine (Academia de Ideias)
- Projeto gráfico: Marcos Arthur (Academia de Ideias)